# Philibert von Baden

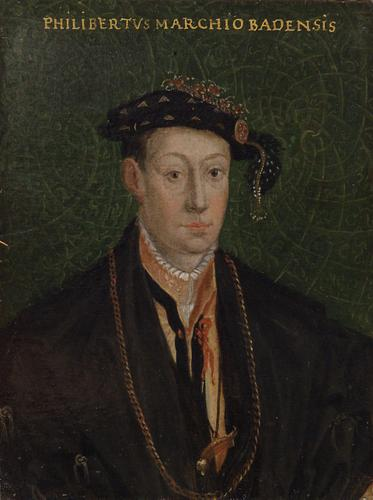
Philibert von Baden

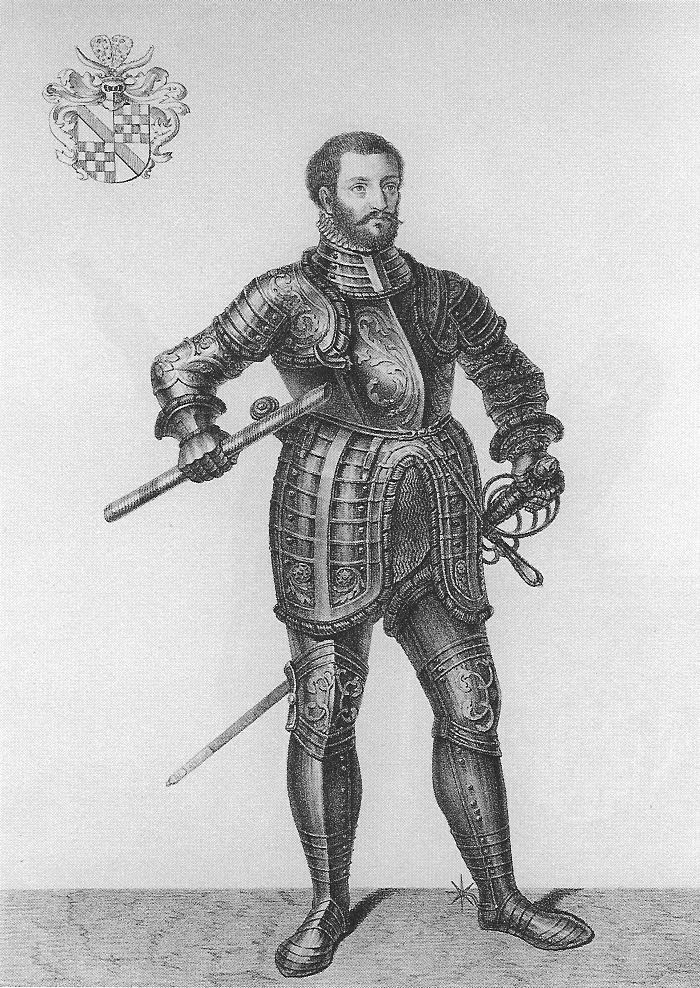
Philibert im Panzer

Markgraf Philibert von Baden (* 22. Januar 1536 in Baden-Baden; † 3. Oktober 1569 in der Schlacht bei Moncontour) war von 1554 bis 1569 Regent der Markgrafschaft Baden-Baden.

## Leben
Philibert war der Sohn des Markgrafen Bernhard III. von Baden und Franziska von Luxemburg.
Philibert verbrachte einen Teil seiner Jugend am Hof von Herzog Wilhelm IV. von Bayern in München. In dieser Zeit war Ulrich Langenmantel vom Sparren († 1570) sein Hofmeister. Er gehörte bereits zuvor, als Rat, der Vormundschaftsregierung für Philibert an und übersiedelte mit ihm von Baden-Baden nach München. Wilhelm, sein späterer Schwiegervater, war für seine streng katholische Sichtweise bekannt und holte die Jesuiten nach Bayern. Markgraf Philibert war Anhänger der Protestanten und ließ sich hierin von seinem Schwiegervater nicht beirren. Im Jahr 1555 nahm er am Augsburger Religionsfriedensschluss teil. Als er im Jahr 1565 den Hugenotten in Frankreich mit 1.500 Mann zu Hilfe kommen wollte, mahnte ihn Kaiser Maximilian II., dies zu unterlassen. Er fügte sich und diente dem Kaiser 1566 in Ungarn gegen Sultan Suleiman I.
1569 kämpfte er dann sogar an der Seite Karls IX. von Frankreich, des Schwiegersohns von Kaiser Maximilian II., gegen die Hugenotten. Philibert fiel am 3. Oktober 1569 in der siegreichen Schlacht bei Moncontour gegen die Hugenotten. Nach Aussage seines Freundes Heinrich von Stein verließ er die Schlacht lebend und wurde anschließend von den Hugenotten auf einem Schloss an der spanischen Grenze gefangen gesetzt und ermordet. Er hinterließ den 10-jährigen Philipp, den späteren Markgrafen Philipp II., dessen ein Jahr ältere Schwester Jakobe von Baden und zwei weitere Schwestern. Alle Geschwister wurden von seinem Onkel Albrecht V. von Bayern nach München geholt und dort erzogen.
Der protestantische Markgraf Philibert von Baden war in Glaubensfragen sehr tolerant und gab seinen Untertanen Religionsfreiheit, heiratete jedoch die katholische Mechthild von Bayern.

## Ehe und Nachkommen
Philibert heiratete am 17. Januar 1557 Mechthild von Bayern (* 14. Juni 1532; † 2. November 1565), die Tochter des Herzogs Wilhelm IV. von Bayern.
- Jakobe (* 16. Januar 1558; † 3. September 1597, in Düsseldorf ermordet) ⚭ Johann Wilhelm, Herzog von Jülich-Berg-Kleve
- Philipp II. (* 19. Februar 1559 Baden-Baden; † 17. Juni 1588), Markgraf
- Anna Maria (* 22. Mai 1562; † 25. April 1583, Třeboň) ⚭ Wilhelm von Rosenberg (1535–1592)
- Maria Salome (* 1. Februar 1563; † 30. April 1600, Pfreimd) ⚭ Landgraf Georg IV. Ludwig von Leuchtenberg
- Sohn (* 31. Oktober 1565; † 31. Oktober 1565)

Siehe auch:
- Stammliste des Hauses Baden